# Orléans-i Erzsébet Sarolta lotaringiai hercegné
Erzsébet Sarolta orléans-i hercegnő (Élisabeth Charlotte d’Orléans) (Saint-Cloud, 1676. szeptember 13. – Commercy, 1744. december 23.) a Bourbon-házból származó francia királyi hercegnő, Chartres kisasszonya (Mademoiselle de Chartres). Házassága révén lotaringiai hercegné, Károly Sándor lotaringiai herceg és I. Ferenc német-római császár anyja, a Habsburg–Lotaringiai-ház egyik ősanyja. 1736-tól Commercy uralkodó hercegnője.

## Élete

### Származása, testvérei
Erzsébet Sarolta francia királyi hercegnő Párizs mellett, a Saint-Cloud-i kastélyban született.
Édesapja a Bourbon-házból való Fülöp orléans-i herceg (Philippe de France, 1640–1701) volt, XIII. Lajos francia király és Ausztriai Anna francia királyné (1601–1666) második fia, XIV. Lajos király öccse, a Monsieur. Gyermekeinek szerető apja volt, de nem rejtegette homoszexuális hajlamát, jó társaságban is nyíltan mutatkozott férfiszeretőjével, „Loréna lovaggal”, azaz Philippe de Lorraine-Armagnac gróffal (1643–1702).
Édesanyja a herceg második felesége, a Wittelsbach-házból való Erzsébet Sarolta (Liselotte) rajna-pfalzi hercegnő (1652–1722) volt, I. Károly pfalzi választófejedelem (1617–1680) és Sarolta hessen-kasseli tartománygrófnő (1627–1686) leánya, teljes hivatalos nevén franciául Elisabeth-Charlotte, Princesse Electorale Palatine du Rhin, németül Elisabeth Charlotte Kurprinzessin von der Pfalz, a Madame.
Ebből a házasságból három gyermek született, valamennyien a „királyi vérből való herceg / hercegnő” (franciául prince / princesse de sang) címet viselhették. Erzsébet Sarolta volt a legfiatalabb, az egyetlen leány:
- Sándor Lajos királyi herceg, Valois hercege (1673–1676), kisgyermekként meghalt.
- Fülöp királyi herceg (Philippe d’Orléans, Chartres hercege 1674–1723), XIV. Lajos halála után Franciaország régense, aki 1701-ben örökölte apja orléans-i hercegi címét, és megalapította a Bourbon-ház orléans-ágát, az ő utódai között találhatók például Lajos Fülöp király, és az orléans-i ágból származó francia trónkövetelők sora.
- Erzsébet Sarolta királyi hercegnő (1676–1744), Lotaringia és Bar hercegnéje.

Erzsébet Sarolta idősebb testvérei apjának első házasságából születtek, a Stuart-házból való Stuart Henrietta Anna angol királyi hercegnőtől (1644–1670):
- Mária Lujza királyi hercegnő (1662–1689, aki II. Károly spanyol király felesége lett, de a király testi állapota miatt nem született gyermekük.
- Fülöp Károly királyi herceg, Valois hercege (1664–1666), kisgyermekként meghalt.
- Anna Mária királyi hercegnő (1669–1728), aki 1684-ben II. Viktor Amadé savoyai herceghez (1666–1732) ment feleségül. Férje 1730-tól II. Viktor Amadé néven szárd–piemonti király lett. Anyja révén Anna Mária királynét és utódait a brit jakobiták az Egyesült Királyság és Írország jogos trónörökösének tekintették.

### Ifjúkora, neveltetése
Anyja, Liselotte hercegnő úgy jellemezte leányát, mint „szörnyen vadóc” gyermeket, aki „durva, akár egy fiú”. Ennek ellenére gondtalan gyermekéveket töltött a francia királyi udvarban. Anyjához hasonlóan őszinte és szabadszájú leánnyá cseperedett, saját anyjának harcos németbarát érzelmeit nyíltan bírálta. Mivel sem nagybátyjának, a királynak, sem idősebb nővéreinek, a spanyol királynénak és a szavójai hercegnének nem voltak élő leányai, a francia etikett szerint a „Mademoiselle” cím viselésére jogosult királyi hercegnő igen magas rangú „partinak” számított, és Erzsébet Sarolta ennek megfelelően igen magasra srófolta saját igényeit. Feljegyezték, hogy amikor a trónörökös felesége, a „dauphine” saját öccsét ajánlotta neki férjül, Erzsébet Sarolta hercegnő ezt a fennhéjázó választ adta: „Madame, nem holmi másodszülöttnek tartogatom magam!”.
A Napkirály agresszív háborúinak árnyékában az orléans-i hercegnőnek nem találtak megfelelő férjet. 12 éves volt, amikor 1688-ban kitört a pusztító pfalzi örökösödési háború, az augsburgi liga háborúja Franciaország ellen (más néven „kilencéves háború”). 1697-ben, amikor a fegyverek elhallgattak, Erzsébet Sarolta már 21 éves lett. Egy ilyen korú hercegnő a 17. században már vénlánynak számított. Életrajzírója ironikusan megjegyzi: „A Mademoiselle a háború áldozata lett.”.
Charles Perrault 1696-ban megjelent művét, a „Lúdanyó meséit” („Les Contes de ma mère l’Oie”) Erzsébet Sarolta hercegnőnek, a Mademoiselle-nek ajánlotta .

### Füstbement házassági tervek
XIV. Lajos megpróbálta férjhez adni unokahúgát saját törvényesített fattyához, Louis Auguste de Bourbonhoz, Maine hercegéhez, akinek anyja a királyi kegyencnő, Madame de Montespan márkiné volt. Erzsébet Sarolta anyja, Liselotte orléans-i hercegné azonban elképzelhetetlennek tartotta leányának efféle házasságát, különösen azután, hogy fiának, Fülöp orléans-i hercegnek (1674–1723), Chartres hercegének is csak egy királyi fattyú jutott. Lajos ugyanis 1692-ben már kierőszakolt egy hasonló frigyet: Fülöphöz, Erzsébet Sarolta hercegnő bátyjához hozzáadta Montespan márkinétól született másik természetes gyermekét, Françoise Marie de Bourbont (1677–1749), Blois kisasszonyát (akit szintén törvényesített). A Napkirály célja e házasságokkal az volt, hogy a Bourbon-ház fiatalabb ágának, az Orléans-családnak tagjait saját magánál alacsonyabb rangúvá süllyessze.
Liselotte hercegné, a Madame különösen sértőnek találta, hogy a királyi szerető leánya, az újsütetű chartres-i hercegné úgy kezeli az ő vér szerinti hercegnő leányát, mint egy cselédet. Szenvedélyesen követelte, hogy Erzsébet Saroltát törvényes francia királyi vérből való herceghez adják feleségül. A király nem kockáztatta meg, hogy sógornője botrányt kavarjon, és lemondott a kiházasítás tervéről.
Maga Liselotte hercegné Erzsébet Saroltát a nagybátyjának, az 1694 óta özvegy III. Vilmosnak, Anglia királyának szánta. Választását az sem befolyásolta, hogy a férjjelölt Erzsébet Saroltánál 25 évvel idősebb és közismerten homoszexuális volt. (Igaz, Liselotte saját férjének is hasonló hajlamai voltak). A terv nyilvánvalóan irreális volt, hiszen a protestáns Anglia, amely 1688 óta nyílt háborúban állt Franciaországgal, sohasem fogadott volna el katolikus királynét, ráadásul abból az országból, amelynek királya 1685-ben visszavonta a nantes-i ediktumot, és katonaságot eresztett saját protestáns lakosságára, hogy ezzel szorítsa őket rekatolizálásra („dragonnades”).
Amikor az angol királyi házasság lehetetlensége nyilvánvalóvá vált, Liselotte azért harcolt, hogy Erzsébet Saroltát megözvegyült unokabátyjához, Lajos francia trónörököshöz (a Grand Dauphinhez), XIV. Lajos legidősebb fiához, vagy akár a Dauphin fiához, Lajos királyi herceghez (1682–1712), a király unokájához adják feleségül. Ezt sem sikerült keresztülvinnie.
XII. Ince pápa I. József római királyt, I. Lipót császár legidősebb fiát és kijelölt örökösét, a jövendő I. József császárt ajánlotta a Mademoiselle férjéül, aki szigorúan katolikus családból származott. A pápa azt remélte, e házasság összebékítheti a két nagy katolikus dinasztiát, a Habsburgokat és a Bourbonokat. Őszentsége tervét mindkét uralkodó tisztelettel, de határozottan elutasította.
A pfalzi örökösödési háborút 1697-ben lezáró ryswicki békeszerződés végre meghozta a Mademoiselle-nek a rég óhajtott férjet. XIV. Lajos engedményekre kényszerült, vissza kellett adnia törvényes uralkodóiknak azokat a területeket, amelyeket az elmúlt években erőszakkal elfoglalt. Lotaringia és Bar Hercegsége is visszakerült a 18 éves Lipót József herceghez, V. Károly címzetes herceg fiához, XIV. Lajos unokaöccséhez, aki születése óta német emigrációban élt. A király nem bízott a hercegben, aki a német-római császár hűbérese volt, ezért feleségül ajánlotta neki saját unokahúgát, hogy a családi kapcsolaton keresztül a Francia Királysághoz kösse a hercegségeket.

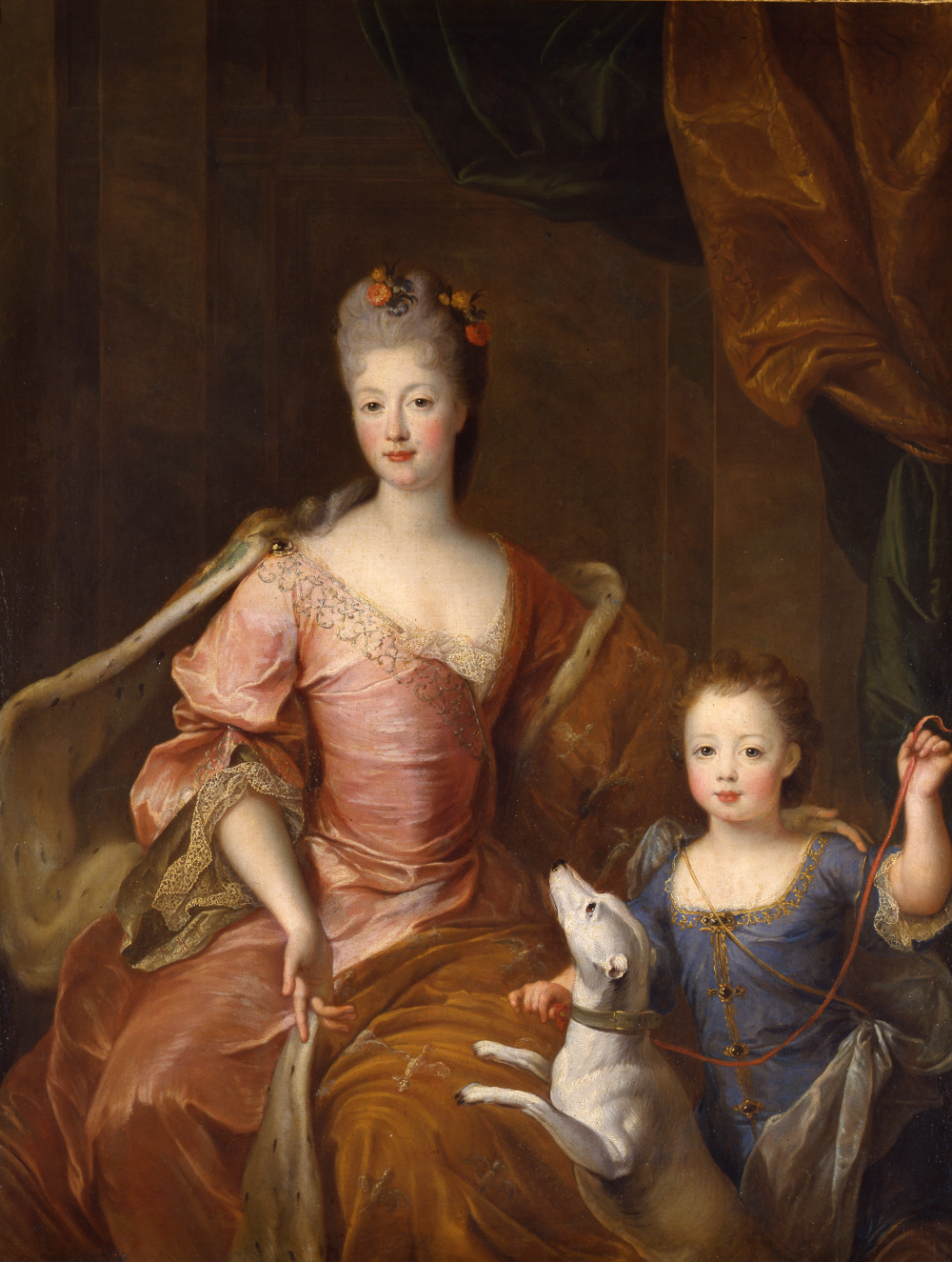
Erzsébet Sarolta lotaringiai hercegné fiával, Lajossal, Lotaringia grófjával

### Házassága, utódai
Erzsébet Sarolta orléans-i hercegnő 1698. október 13-án Fontainebleauban feleségül ment a Vaudémont-házból származó Lipót Józsefhez (1679–1729), Lotaringia és Bar hercegéhez, V. Károly lotaringiai hercegnek (1643–1690), a törökverő hadvezérnek, Bécs és Buda visszavívójának és Eleonóra Mária Jozefa osztrák főhercegnőnek fiához, III. Ferdinánd német-római császár unokájához.
Házasságukból 13 gyermek született, de csak öten, 2 leány és 3 fiú érte meg a felnőttkort.
1. Lipót (1699–1700), kisgyermekként meghalt.
2. Erzsébet Sarolta (1700–1711), gyermekként meghalt.
3. Lujza Krisztina (*/† 1701), születésekor meghalt.
4. Mária Gabriella Sarolta (1702–1711), kisgyermekként meghalt.
5. Lajos (1704–1781), Lotaringia grófja, aki 1730-ban Henrietta gehringi grófnőt vette feleségül.
6. Jozefa Gabriella (1705–1708), kisgyermekként meghalt.
7. Gabriella Lujza (1706–1710), kisgyermekként meghalt.
8. Lipót Kelemen (Clemens) Károly (1707–1723), fiatalon meghalt.
9. Ferenc István herceg (1708–1765), 1729–1737 között Lotaringia és Bar hercege, 1737–1765 között Toszkána nagyhercege, 1745-től I. Ferenc néven német-római császár, aki 1736-ban feleségül vette Mária Terézia osztrák uralkodó főhercegnőt, magyar és cseh királynőt, vele megalapította a Habsburg–Lotaringiai-házat.
10. Eleonóra (*/† 1710), születésekor meghalt.
11. Erzsébet Terézia hercegnő (1711–1741), aki 1737-ben III. Károly Emánuel szárd–piemonti királyhoz (1701–1773), Savoya uralkodó hercegéhez ment férjhez.
12. Károly Sándor Emánuel herceg (1712–1780), császári-királyi tábornagy, Habsburg-Németalföld főkormányzója, aki 1744-ben Mária Anna osztrák főhercegnőt (1718–1744), Mária Terézia húgát vette feleségül.
13. Anna Sarolta (1714–1773), apátnő Remiremont-ban, Mons-ban és Essenben.

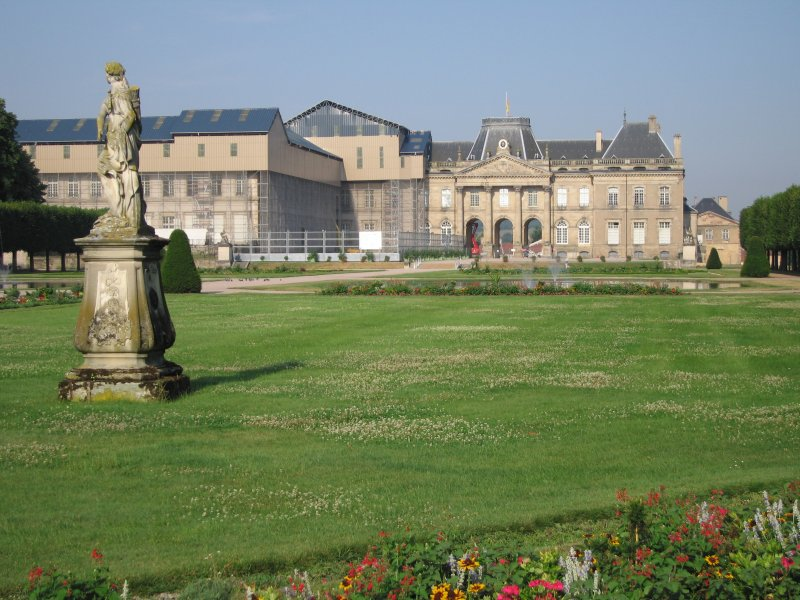
A lunéville-i kastély

### Lotaringiai hercegné
Lipót hercegnek kevés vagyona volt, és mindkét hercegségét, Lotaringiát (franciául Lorraine) és Bart is (le Barrois) földig rombolták az elmúlt 80 év háborúi és megszállásai. XIV. Lajos bőkezű hozományt adott unokahúgának. A tengernyi juttatás féltékennyé tette a királyi család többi tagját. Azzal az ürüggyel, hogy Maine hercegének csecsemő fia nem sokkal korábban halt meg, a királyi hercegnők tüntetően gyászruhában jelentek meg a házassági szertartáson (amit képviselők által, „per procurationem” tartottak meg). A francia hercegi családok nőtagjai felháborodtak azon is, hogy az esküvőt követő ünnepélyen nem ők, hanem az udvarnál élő lotaringiai hercegnők, a Guise-ek leszármazottai nyithatják meg a menyasszonyi nyitótáncot. Végül mégis minden a király szigorú utasítása szerint folyt le.
A politikai érdekházasság, mindenki meglepetésére jól indult, a hercegnő már az első évben teherbe esett. Anyja meg akarta őt látogatni, de a francia udvari etikett merev előírásai lehetetlenné tették utazását. Az ifjú párnak Versailles-ba kellett utaznia, ahol Lipót herceg kifejezhette háláját a Napkirálynak a kegyes adományokért, amelyeket az após csapatai által elfoglalt és felégetett Lotaringia és Bar hercegségek helyreállítására adott.
1701-ben Erzsébet Sarolta apja, a Monsieur elhunyt. Özvegy anyja, Liselotte hercegné a leányához kívánt költözni, de a francia király – tekintettel a két háború közötti feszült nemzetközi helyzetre – nem engedélyezte, hogy sógornője külföldön éljen. Anya és leánya sűrű levelezésben álltak egymással. (Ez nem maradt ránk, mert a lunéville-i kastély levéltára már 1719. január 4-én tűzvész martaléka lett).
Tíz évnyi házasélet és Erzsébet Sarolta hercegné sokadik terhessége után a még mindig igen „aktív” Lipót herceg viszonyt kezdett egyik udvarhölgyével, a feleségénél 10 évvel fiatalabb Anne-Marguerite de Ligniville-lel, Beauvau-Craon herceg feleségével. A megalázó helyzetet a hercegné, anyja tanácsára emelt fővel, zokszó nélkül viselte. Férje továbbra is rendszeresen látogatta feleségét (is), innen a házasságból született sok gyermek (akiknek nagy része azonban kiskorában meghalt).

### Lotaringia és Bar régense (1729–1736)
Férjének 1729-ben bekövetkezett halála után 1730-ig Erzsébet Sarolta régensként kormányozta hercegségeit, nehéz politikai és gazdasági viszonyok között, amíg legidősebb fia, Ferenc István herceg vissza nem tért Lunéville-be első európai körutazásáról és III. Ferenc néven Lotaringia és Bar uralkodó hercege lett. Ferenc István herceg azonban már a következő évben több éves „Kavalierstour”-ra (azaz európai tanulmányútra) indult, ismét anyjára hagyva a régensséget. Ezúttal azonban Bécsben megismerkedett VI. Károly császár (III. Károly néven magyar király) leányával és örökösével, Mária Terézia főhercegnővel és feleségül kérte őt.
Bár Erzsébet Sarolta a francia király unokahúga volt, nem vitt franciabarát politikát. Minden eszközzel igyekezett megőrizni hercegségeinek függetlenségét, és kímélni lakosságát. Odáig ment, hogy megpróbálta rávenni Bécsben ragadt fiát, Ferenc István herceget, mondjon le az uralkodó hercegi címről öccse, Károly Sándor javára.
Közben azonban kitört a lengyel örökösödési háború (1733–1738). 1736-ban VI. Károly császár az esküvő feltételeként szabta, hogy Ferenc István herceg engedje át Lotaringia és Bar hercegségeit a trónjáról elűzött Leszczyński Szaniszló lengyel királynak (1677–1766), XV. Lajos francia király apósának. Cserébe Ferenc feleségül vehette Mária Terézia osztrák főhercegnőt, a császártól megkapta a Toszkánai Nagyhercegséget, és soha többé nem tért vissza hazájába.

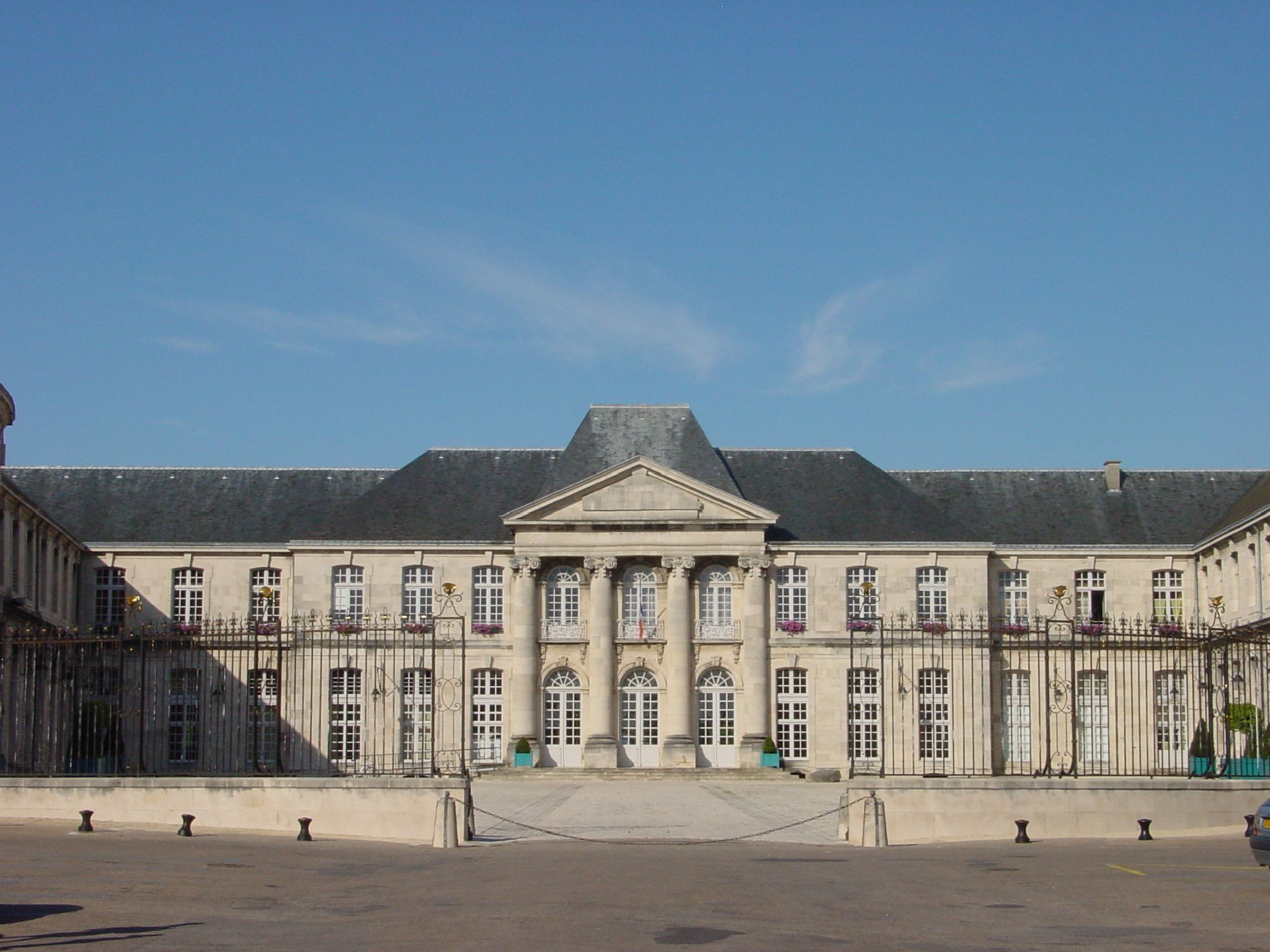
A commercy-i kastély

### Commercy hercegnője
Anyja, a régens nem tudta megakadályozni, hogy birtokára a francia király csatlósává vált Leszczyński Szaniszló tegye rá a kezét. El kellett hagynia Lunéville-t. Az haroué-i kastélyba költözött. Unokaöccse, XV. Lajos király 1737-ben kárpótlásul kinevezte őt a kicsiny Commercy hercegség örökös uralkodójává (duchesse douairière). Itt élt haláláig, megkeseredve, teljes függőségben és bizonytalanságban.
Legidősebb leányát, Erzsébet Terézia hercegnőt 1737-ben III. Károly Emánuel szárd–piemonti királyhoz, Savoya uralkodó hercegéhez adta feleségül, fényes ünnepségek közepette, amivel erősen bosszantotta unokaöccsét, a Savoya birtokba vételére áhítozó francia királyt, XV. Lajost.

### Utolsó évei
1739-ben Innsbruckba utazott, hogy meglátogassa menyét, Mária Terézia osztrák főhercegnőt. Hercegségeinek kormányzását hű szolgájára, az idős Jean-François Humbert de Girecourt grófra bízta. 1740-ben fiát, Károly Sándor herceget Mária Terézia kinevezte Osztrák-Németalföld helytartójává, ő azonban nem foglalhatta el állomáshelyét az osztrák örökösödési háború kitörése miatt.
1741-ben menye, Mária Terézia főhercegnő végre fiút szült, a jövendő II. József császárt. Ő lett a Habsburg–Lotaringiai-ház első férfi tagja. Leánya, Erzsébet Terézia szárd–piemonti királyné azonban ugyanebben az évben meghalt.
1744-ben fia, Károly Sándor herceg feleségül vette Mária Anna osztrák főhercegnőt (1718–1744), Mária Terézia császárné, magyar királynő egyetlen húgát. Károly Sándor herceg osztrák birodalmi csapatok élén bevonult szülőföldjére, Lotaringiába, de a császár utasítására vissza kellett vonulnia.

### Halála, utódainak későbbi sorsa
Erzsébet Sarolta francia királyi hercegnő, Lotaringia és Bar egykori régense, Commercy uralkodó hercegnője agyszélhűdés következtében halt meg 1744. december 23-án. Unokaöccse, XV. Lajos francia király megtiltotta a hercegnő alattvalóinak, hogy az elhunytért gyászt viseljenek.
Legkisebb leánya, Anna Sarolta apátnő bátyjaihoz költözött. Előbb Ferenc Istvánhoz Bécsbe, azután Károly Sándorhoz, Németalföld kormányzójához Brüsszelbe, ahol bátyjának befolyásos tanácsadója lett. 1773-ban hunyt el.
1745-ben, kilenc hónappal Erzsébet Sarolta halála után fiát, Ferenc István lotaringiai herceget, Mária Terézia férjét I. Ferenc néven német-római császárrá választották. Legkisebb leányát, Erzsébet Sarolta hercegnő unokáját, Mária Antónia főhercegnőt 1774-ben XVI. Lajos feleségeként Franciaország királynéjává koronázták.

## További irodalom
- Dirk Van der Cruysse: Madame Palatine. Lettres françaises, Fayard, 1989.
- Arlette Lebigre: La Princesse Palatine.
- Guy Cabourdin: Encyclopédie illustrée de la Lorraine, les Temps Modernes, Editions Serpenoise, P.U.N., 1991.
- Jacques Charles-Caffiot: Lunéville, Fastes du Versailles Lorrain, Ed Didier Carpentier, Paris, 2003.

| Előző Habsburg Eleonóra | Lotaringia hercegnéje 1698 – 1729 | Következő Habsburg Mária Terézia |